# 台灣可果美
台灣可果美股份有限公司（英語：Taiwan Kagome Co., Ltd.，簡稱：台灣可果美、可果美），創立於1967年10月6日，由台南食品工業、可果美株式会社、三井物產共同出資，主要生產蕃茄產品及其他食品加工銷售。

## 廠區
- 總公司、台南工廠、台南營業所
  - 臺南市善化區小新營394號(台一線314.2k處)

- 台北營業所
  - 新北市五股區五工三路106巷8號

- 台中營業所
  - 臺中市西屯區工業區33路12之2號

## 沿革
- 1967年，台南食品、可果美、三井物產共同出資成立台灣可果美，資本額新台幣3,000萬元。
- 1968年，開始製造販賣蕃茄糊、蕃茄罐頭。
- 1969年，公司遷移至善化現址。
- 1978年，設置廢水處理系統。
- 1990年，成立台北五股配送中心、台中聯絡處。
- 1992年，蕃茄汁〈TMJU〉取得FGMP認證。
- 1994年，蕃茄醬〈TT〉及其他產品取得FGMP認證。
- 1995年，台中物流倉庫完成。
- 2000年，台北辦公室及倉庫完成。
- 2002年，善化總部的新辦公室完成。

## 相關公司
- 可果美株式会社
- 可果美（杭州）食品有限公司
- Vegitalia S.p.A.
- KAGOME INC.（U.S.A.） （页面存档备份，存于）
- Kagome Australia Pty Ltd.

## 外部連結
- 台灣可果美 （页面存档备份，存于）
- 台灣可果美的Facebook專頁